# Baptisten in Malawi

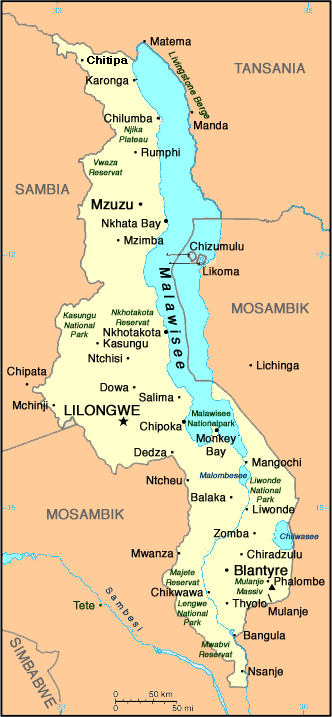
Malawi

John Chilembwe auf einer malawischen Banknote

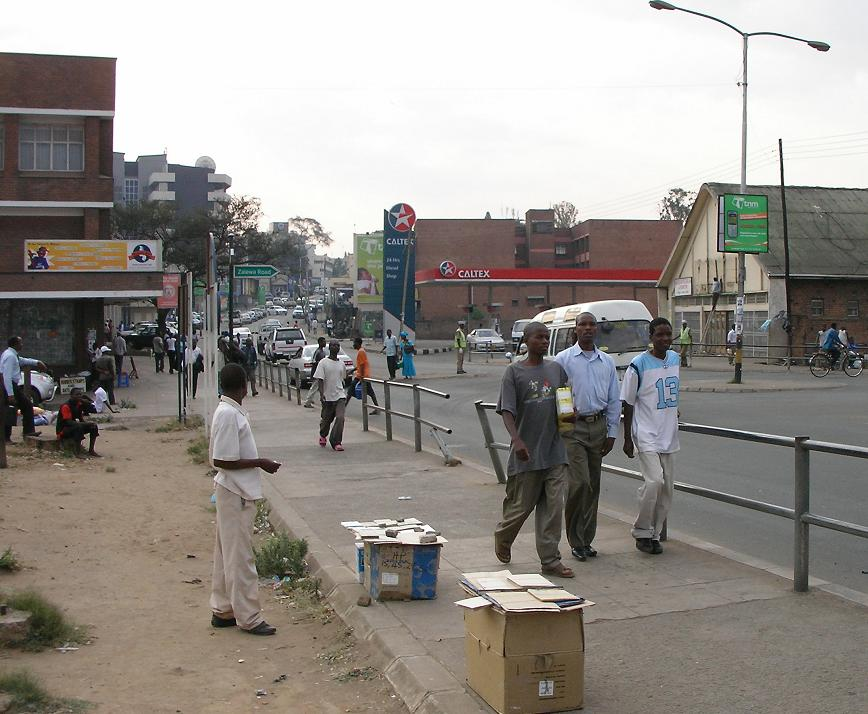
Blantyre, Ausgangspunkt des malawischen Baptismus, heute

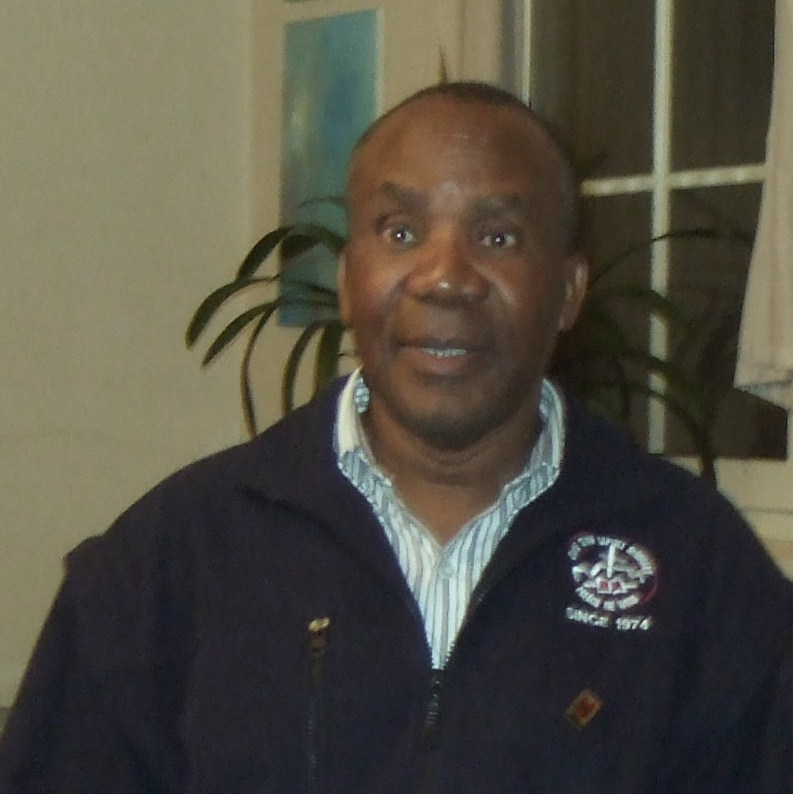
Pastor Fletcher Kaiyla, Repräsentant der EBM

Baptisten in Malawi gibt es seit Ende des 19. Jahrhunderts. Sie gehören heute zu verschiedenen nationalen Unionen. Die älteste dieser Unionen ist die African Baptist Assembly of Malawi, Inc (früher: National Baptist Assembly of Africa, Nyasaland). Weitere Zusammenschlüsse von autonomen baptistischen Gemeinden in Malawi sind die Baptist Convention of Malawi (BACOMA), die Evangelical Baptist Church of Malawi und die Central Africa Conference of Seventh Day Baptists, Inc.. Neben diesen vier Gemeindebünden, die zum Weltbund der Baptisten gehören, gibt es weitere unabhängige baptistische Kirchengemeinschaften, darunter die African United Baptist Church of Malawi, die Independent Baptist Church of Malawi, die Association of Original Seventh Day Baptist Churches sowie die Bible Baptist Church of Malawi.

## Geschichte
Die Anfänge der baptischen Bewegung in Malawi sind mit dem Namen des englischen Missionars Joseph Booth (1851–1932) verbunden. Mit seiner Familie gelangte er 1892 nach Britisch Zentralafrika, dem heutigen Malawi und begründete rund um Blantyre mehrere Missionsarbeiten, aus denen erste baptistische Gemeinden hervorgingen. Booth missionarische Verkündigung war begleitet von einem starken Engagement für die Menschenrechte der einheimischen Bevölkerung, was ihn nicht selten in Gegensatz zur englischen Kolonialmacht brachte. Auf einer Reise nach England und in die Vereinigten Staaten begleitete Booth sein afrikanischer Gehilfe John Chilembwe (1871–1915). Er vermittelte ihm ein Theologiestudium in Lynchburg (Virginia), das Chilembwe erfolgreich abschloss. Als ordinierter Baptistenpastor und Missionar der amerikanischen National Baptist Convention kehrte er nach Malawi zurück und setzte – tief beeindruckt von den Abolitionisten John Brown und Booker Taliaferro Washington – das Werk seines früheren Arbeitgebers fort. Er gründete die Providence Industrial Mission, die unter anderem zur Trägerin von sieben Schulen wurde. 1912 verzeichneten diese Bildungseinrichtungen bereits zirka 1000 Schüler und 800 Studenten. Im Januar 1915 organisierte Chilembwe einen blutigen Aufstand gegen weiße Kaffeeplantagenbesitzer und deren Unterdrückung schwarzer Arbeiter. Nach der Niederschlagung des Aufstandes durch die Kolonialregierung wurde Chilembwe auf der Flucht getötet. Heute wird der Baptist John Chilembwe als malawischer Freiheitsheld verehrt. Sein Gedenktag, der John Chilembwe Day, ist der 15. Januar. Ein Bildnis Chilembwes befindet sich auch auf der malawischen 20-Kwacha-Banknote.
Nach dem Aufstand wurde die Providence Industrial Mission verboten und erhielt erst 1926 ihre Wiederzulassung als religiöse Organisation. Leiter der Mission wurde Daniel Malekbu (1890–1978), der an Fachschulen in den Vereinigten Staaten sowohl medizinische als auch theologische Kenntnisse erworben hatte. Malekbu setzte sich dafür ein, dass die von Amerika aus verantworteten Missionsgesellschaft in eine nationale Kirche umgewandelt wurde. Sein Einfluss führte dazu, dass 1945 die National Baptist Assembly of Africa, Nyasaland gegründet wurde und deren heutiger Name African Baptist Assembly of Malawi, Inc. lautet.
1946 spalteten sich einige Gemeinden der National Baptist Assembly ab und bildeten die African United Church. Eine weitere Abspaltung erfolgte 1971 und führte zur Gründung der Independent Baptist Church of Malawi. Die anderen baptistischen oben genannten Denominationen resultieren aus missionarischen Aktivitäten verschiedener amerikanischer Baptistenkirchen.

## Organisation, Einrichtungen, Statistik
Die größte Gruppierung der malawischen Baptisten bilden die Baptistenbünde, die zum Weltbund der Baptisten und regional zur All Africa Baptist Fellowship, einer Untergliederung des Baptistischen Weltbundes, gehören. Es sind dies
- die African Baptist Assembly, Malawi, Inc. mit 787 Gemeinden und 72800 Mitgliedern,
- die Baptist Convention of Malawi (BACOMA) mit zirka 1300 Gemeinden und rund 150000 Mitgliedern und
- die Evangelical Baptist Church of Malawi mit zirka 300 Gemeinden und 19000 Mitgliedern.[6]

Diese drei Unionen arbeiten partnerschaftlich mit der Europäisch-Baptistischen Mission (EBM) zusammen. Repräsentant der EBM für die Baptistenbünde in Malawi, Simbabwe und Südafrika ist gegenwärtig Pastor Fletcher Kaiyla.
Die Siebenten-Tags-Baptisten verfügen nur über wenige Gemeinden und bilden innerhalb Malawis keinen eigenständigen Bund. Sie gehören der Seventh-Day-Baptist Conference in Nordamerika an und sind darüber Mitglied des Baptistischen Weltbundes.
Über die anderen malawischen Baptistenbünde liegen keine statistischen Angaben vor. Insgesamt gehören 6 % der Einwohner Malawis einer Baptistengemeinde an.
In Lilongwe befindet sich das Baptist Theological Seminary of Malawi, die Ausbildungsstätte der malawischen Baptistenpastoren.

## Ökumene
Folgende malawische Baptistenkirchen sind Mitglieder des Ökumenischen Rates der Kirchen und dessen Unterorganisation Malawi Council of Churches:
- Baptist Convention of Malawi
- Central Africa Conference of Seventh Day Baptists
- Independent Baptist Church of Malawi